# Paris Zarcilla
Philip Julian Zarcilla (nascut el juliol de 1986), conegut professionalment com a Paris Zarcilla, és un director de cinema i escriptor britànic. El seu primer llargmetratge Raging Grace (2023), el primer d'una trilogia, va ser nominat als Premis British Independent Film.

## Primers anys
Zarcilla va néixer al centre de Londres de pares filipins que regentaven una cafeteria a Lisson Grove. Va estudiar Animació Digital a la Universitat de Hertfordshire, i es va graduar l'any 2008.

## Carrera
Durant la universitat, Zarcilla va tenir les seves primeres experiències cinematogràfiques gravant vídeos musicals per als amics. Va tenir els seus primers concerts professionals amb anuncis publicitaris. Amb Daryl Atkins, Zarcilla va cofundar la productora Sudden Black el 2011 i va exercir de director creatiu fins al 2016. Va filmar el vídeo musical de Cher Lloyd "Dub on the Track" (2011).Va dirigir Feel Flows de Slow Magic, que va ser nomenat Millor videoclip musical al Festival de Cinema Independent de Londres de 2013 i exhibida a la Cantonada del Curmetratge del Festival Internacional de Cinema de Canes.
El primer curtmetratge de Zarcilla, Pommel (2018), sobre germans rivals de gimnàstica, fou nominada als Premis British Independent Film (BIFA). Va rebre l'encàrrec d'escriure i dirigir un drama de dues parts de Singapur The Century Egg per a StarHub i va treballar com a director de segona unitat de Sally Wainwright a la sèrie de Disney+ Renegade Nell. El desembre de 2021, Zarcilla va ser un dels sis seleccionats per al programa BFI Flares x BAFTA Crew, a través del qual Tze Chun va ser el seu mentor.
Enfadat pel tracte als treballadors immigrants durant la pandèmia del COVID-19 i l'augment del racisme anti-asiàtic, Zarcilla ho va canalitzar per fer el seu debut com a director de llargmetratge Raging Grace, una pel·lícula de terror gòtica i la primera d'una trilogia. La pel·lícula es va estrenar el 2023 al South by Southwest (SXSW) a Texas, on va guanyar el premi Narrative Feature Jury Award i el Thunderbird Rising Award al millor debut. Va guanyar tres premis al Festival Internacional de Cinema Fantàstic de Neuchâtel i va ser nominat al Premi Raindance Maverick als Premis British Independent Film de 2023 (BIFA).
La segona entrega de la trilogia Rage, feta amb el productor Chi Thai, es titularà Domestic i ambientada a la comunitat britànica-filipina del Londres dels anys 90, mentre que la tercera, titulada Ocean On Fire, s'ambientarà a les Filipines. Un cop completa la trilogia, Zarcilla té la intenció d'anar en una direcció diferent amb una comèdia romàntica.

## Artístic
A Letterboxd, Zarcilla va anomenar nou pel·lícules que van influir en Raging Grace: El servent (1963) de Joseph Losey, el curtmetratge Shaking Tokyo (2008) de Bong Joon Ho, Rebecca (1940) d'Alfred Hitchcock, Fanny i Alexander (1982) d'Ingmar Bergman, Roma (2018) d'Alfonso Cuarón, Al final de les escales (1980) de Peter Medak, Matilda (1996) de Danny DeVito, Dare mo shiranai (2004) d'Hirokazu Koreeda i The Others (2001) d'Alejandro Amenábar.
Pel que fa a l'escriptura, Zarcilla ha elogiat persones com Sally Wainwright, Russell T Davies i Sharon Horgan, i ha expressat el desig de treballar amb Nathan Bryon, Lee Sung Jin, Craig Mazin, i Mika Watkins.

## Vida personal
El 2018, Zarcilla es va fer viral a les xarxes socials quan va trobar inesperadament un gat i la seva camada de quatre gatets al seu pis de l'est de Londres. Va acabar agafant els gats i es va fer conegut en línia com a "pare gat".

## Filmografia seleccionada
- "Dub on the Track" (2011) – vídeo musical, Cher Lloyd
- "Feel Flows" (2013) – vídeo musical, Slow Magic
- Pommel (2018) – curt
- Raging Grace (2023)
- Domestic (TBA)
- Ocean On Fire (TBA)